# Sandokán, el tigre de Malasia
Sandokán, el tigre de Malasia (Sandokan - La tigre della Malesia en el original) es una serie de televisión producida por Mondo TV, basada en los libros de Sandokán de Emilio Salgari. Inicialmente concebida para una longitud de veintiséis episodios, su popularidad causó la producción de otras dos temporadas, llamadas respectivamente Sandokan II - La tigre ruggisce ancora (Sandokán II - El tigre ruge de nuevo) y Sandokan III - Le due tigri (Sandokán III - Los dos tigres).

## Trama
El joven Sandokán vivía una vida feliz en Singapur con su maestro Macassar; hasta que este, antes de morir, le revela sus orígenes: su padre era el rajá de Kiltar, y toda su familia fue exterminada por mercenarios dayak. Sandokán se pone en marcha para consultar al gobernador James Brooke, su única esperanza para conocer su pasado, y descubre que Brooke fue el cerebro de la invasión de Kiltar a fin de adueñarse de sus minas de diamantes. En el curso de su viaje conoce a Yáñez, un vivaz aventurero portugués que le salva de un intento de asesinato, y a Kammamuri, un niño hindú. Junto a ellos, Sandokán forma un grupo de piratas en Mompracem para oponerse a Brooke, quien se convierte en su peor enemigo, y se enamora de su sobrina Marianna, quien se une a su grupo. Al final de la serie, Brooke es arrestado por las autoridades del imperio británico y enviado a una prisión, pero el malvado gobernador jura vengarse de Sandokán.

## Personajes

### Principales
- Sandokán: el joven heredero al trono del reino de Kiltar. Sandokán es un líder natural: enérgico, determinado y carismático, el héroe de la novela, y cree sin reservas en la justicia y la libertad; sin embargo, su impulsividad y su rebeldía en ocasiones le meten en problemas. Enamorado de Marianne, aspira a reconquistar Kiltar y recuperar su antigua gloria. Su principal distintivo es el medallón de oro con el rostro de un tigre que perteneció a su padre. Entrenado por Macassar, Sandokán es experto en el combate cuerpo a cuerpo del silat, y sus armas preferidas son el sable inglés, el parang y su daga keris.
- Yáñez: un joven aristócrata portugués procedente de Gomera que abandonó su lugar para correr aventuras en el Imperio Británico. Tras salvar a Sandokán de un intento de asesinato orquestado por Brooke, se convierte en su mejor amigo y autoproclamado hermano mayor, y dirige con él a los piratas de Mompracem. A pesar de su carácter eternamente bromista, Yáñez tiene un interior cínico y rebelde, y sus únicos valores morales son la emoción del peligro y los beneficios que pueda sacar de sus aventuras. Hábil con la pistola y el cuchillo, posee una moneda mágica capaz de adivinar pequeños presagios del futuro.
- Tremal-Naik: amigo hindú de Sandokán. Tremal-Naik es un exótico guerrero de pocas palabras que conoce todos los secretos de la jungla. Puede comunicarse con los animales y seguir rastros en la espesura, y tiene un gran conocimiento de las plantas medicinales y los venenos.
- Kammamuri: un muchacho hindú criado en las calles, adoptado por Tremal-Naik como su lacayo. Avispado y escurridizo, tiene una afinidad natural con los animales, especialmente con la tigresa Dharma, con la que puede comunicarse casi por instinto. Tras unirse a los Tigres de Mompracem, Sandokán se convierte en su ídolo, aunque sigue guardando lealtad fraternal a Tremal-Naik. En ocasiones, actúa como aprendiz y secuaz de Sambigliong, cuya sabiduría contrasta con la imprudencia de Kammamuri. Suele utilizar una cerbatana con dardos envenenados cuando le es imprescindible luchar.
- Marianne: la sobrina de James Brooke. Después de conocer a Sandokán, Marianne se enamora de él y abandona a su familia para seguirle, elección que su tío jamás deja de recriminarle. Aunque sus compañeros la consideran débil por su condición de mujer, Marianne tiene una personalidad fuerte y tenaz, capaz de salir de las situaciones más inesperadas. Su puntería con el rifle es excepcional.

### Villanos
- James Brooke: el despiadado gobernador británico de Labuan. Brooke es un hombre despiadado y manipulador, obsesionado con conseguir poder a cualquier precio y consumido por la venganza hacia Sandokán después de que este frustra sus planes. Después de caer en prisión, Brooke logra fugarse y adopta la identidad del "Rajá Blanco", ocultando su rostro con una máscara y formando una organización de criminales para llevar a cabo su retribución. Sin embargo, derrotado de nuevo y habiendo quedado manco y desfigurado, pasa a llamarse "Mano de Hierro", y comanda un nuevo grupo de bandidos para perseguir a Sandokán hasta los confines de Asia.
- Reginald Guillonk: el lugarteniente de Brooke, un aristócrata inglés leal y honesto, pero dotado de poco talento militar. Está basado en el personaje de James Guillonk de las novelas de Salgari.
- Suyodhana: es el anciano sumo sacerdote de los thugs, una secta de sanguinarios adoradores de la diosa Kali. Suyodhana posee siniestros poderes mágicos conseguidos gracias a sacrificios humanos, y sus subordinados le temen y le respetan a partes iguales. Se alía con Brooke antes de ser apresado con él.
- Ushitora: un criminal japonés que se convierte en el lugarteniente del Rajá Blanco. Sabio y educado, actúa de forma meditada y suele hablar en proverbios. Maneja dagas y otras armas blancas con gran habilidad. Su nombre significa Tigre Toro.
- Mati: otro miembro de la organización del Rajá Blanco. Mati es un gigantesco dayak de fuerza prodigiosa que se expresa principalmente en gruñidos, ya que se le fue cortada la lengua antes de su encarcelamiento. Su punto débil es su reducida inteligencia.
- Kien Koa: un asesino tailandés al servicio del Rajá Blanco. Siempre ostenta una sonrisa maliciosa, y es tremendamente ágil.
- Nazima: la suma sacerdotisa de los thugs después de la muerte de Suyodhana. Nazima es una malvada hechicera capaz de trances y hechizos letales, usando para ello el llamado "azúcar de Kali".

### Otros
- Macassar: el mentor y ayo de Sandokán, quien huyó con él de Kiltar por orden de su padre. Tras su muerte en el primer episodio, se aparece en ocasiones a Sandokán como una visión para concederle consejo.
- Lady Carradine: la embajadora del Imperio Británico, cuya ayuda Sandokán busca para destapar las actividades ilegales de Brooke.
- Sambigliong: el lugertaniente de Sandokán en los Tigres de Mompracem, un hombre de avanzada edad cuyos talentos abarcan tanto la lucha como la cocina.
- Ada: Ada es una doncella criada por los thugs. Fue secuestrada con cinco años de la villa de su padre en Delhi y convertida en la esclava sagrada de Suyodhana, quien le granjeó ciertos poderes. Iba a ser sacrificada en honor a Kali, hasta que Tremal-Naik y Sandokán la libraron de tal destino. A pesar de su personalidad inocente y delicada, Ada es sorprendentemente fuerte, y es la única persona capaz de contrarrestar la influencia maligna de Kali.
- Surama: antigua princesa del reino de Assam, privada de su trono al igual que Sandokán. Fue vendida como esclava y comprada por el sultán de Varoni como bailarina, conociendo a Marianne y escapando con ella poco después. Surama es rebelde y amante de la libertad, de forma similar a Yáñez, y mantiene una complicada relación con él, haciendo antes de seguir sus respectivos caminos la promesa de reencontrarse algún día. El destino final de Surama es desconocido, pero su recuerdo sigue marcando a Yáñez a lo largo de la serie.
- Amina: una joven princesa india de la edad de Kammamuri, con quien forma un vínculo especial tras ser rescatada por los Tigres de Mompracem.
- Dharma: la tigresa mascota de Tremal-Naik y Kammamuri. Ambos entienden su lenguaje, pero solo el segundo de ellos puede controlarla.
- Paco: el camaleón de Yáñez, que siempre le acompaña. Paco es el principal alivio cómico de la serie, y es visto imitando las acciones de otros personajes.